# Force H
La Force H est une formation navale britannique pendant la Seconde Guerre mondiale. Elle est formée en 1940, pour remplacer la puissance navale française en Méditerranée occidentale, supprimée par l'armistice français avec l'Allemagne nazie. 
La force occupe une place étrange dans la chaîne de commandement naval. La pratique britannique normale est d'avoir des stations et des flottes navales dans le monde entier, dont les commandants rendent compte au First Sea Lord par l'intermédiaire d'un officier du pavillon. 
La Force H est basée à Gibraltar, mais il y a déjà un officier du pavillon à la base, le Flag Officer Commanding North Atlantic. Le commandant de la Force H ne relève pas de cet officier du pavillon, mais directement du First Sea Lord, l'amiral de la flotte Sir Dudley Pound.
La reddition de la flotte italienne en 1943, provoque sa dissolution et la réaffectation de ses moyens. 

## Commandant en chef
- Amiral James Somerville.

## Opérations et combats
- Opération Catapult bombardement de Mers el Kébir.
- Siège de Malte (ravitaillement de l'archipel).
- Opération Grog. (Bombardement de Gênes de Février 1941)
- Poursuite du Bismarck.
- Opération Halberd.
- Débarquement de Diego Suarez à Madagascar.
- Opération Pedestal.
- Opération Torch.
- Opération Husky en Sicile.
- Opération Avalanche à Salerne.
- Reddition de la flotte italienne.
- Bataille de la Méditerranée.

## Les principaux navires de combat dans la Force H
- Ark Royal, porte-avions (23 juin 1940 - 14 novembre 1941)
- Eagle, porte-avions (Février–Août 1942)
- Illustrious, porte-avions
- Hood, croiseur de bataille (Juin–Août 1940)
- Resolution, cuirassé (Juin–Août 1940)
- Valiant, cuirassé (Juin 1940-Décembre 1941, Juin–Octobre 1943)
- Renown, croiseur de bataille (Août 1940-Août 1941, Octobre 1941-Février 1943)
- Malaya, cuirassé (Décembre 1940-Mars 1941)
- Nelson, cuirassé (Juin–Septembre 1941, Août 1942-Novembre 1943)
- Rodney, cuirassé (Mai 1942-Octobre 1943)
- King George V, cuirassé (Mai 1943-Février 1944)
- Enterprise, croiseur (Juin–Décembre 1940)
- Arethusa, croiseur (Juin 1940-Décembre 1941)
- Sheffield, croiseur (Août 1940-Octobre 1941)
- Coventry, croiseur (Août 1940-Septembre 1942)
- Calcutta, croiseur (Août 1940-Juin 1941)
- Berwick, croiseur (Novembre 1940)
- Fiji, croiseur (Avril–Mai 1941)
- Hermione, croiseur (Juin 1941-Mars 1942)
- Cairo, croiseur (Janvier–Août 1942)
- Charybdis, croiseur (Avril–Novembre 1942)
- Argonaut, croiseur (Octobre–Décembre 1942)
- Sussex, croiseur lourd (Septembre–Décembre 1939)